# بابلو فاسكيز بيريز
بابلو فاسكيز بيريز (بالإسبانية: Pablo Vázquez Pérez)‏ (7 أكتوبر 1994 في إسبانيا - ) هو لاعب كرة قدم إسباني في مركزي الوسط والدفاع. لعب مع نادي أونتينيينت.

## وصلات خارجية
- بابلو فاسكيز بيريز على موقع قاعدة بيانات كرة القدم.إي يو (الإنجليزية)
- بابلو فاسكيز بيريز على موقع Soccerway.com (الإنجليزية)